# 孔谦
孔谦（？—？），一名斌，又作胤，字子顺，一字子慎，曾被魏安僖王聘为魏相，获封文信君，因罢免嬖宠，改任贤才，被人以谣言中伤，相魏九月后称病辞官，五十七岁时去世。

## 家族
八世祖孔子。父孔穿。
有三子，孔鲋、孔腾、孔树。